# Franz Kaida
Franz Kaida (* 1942) ist ein ehemaliger langjähriger Sprecher der Ansagen in den Fahrzeugen der Wiener Linien, wo er als Abteilungsleiter arbeitete. Seine Stimme gilt als eine der bekanntesten Wiens.

## Leben
Franz Kaida begann bei den Wiener Stadtwerken – Verkehrsbetriebe (seit 11. Juni 1999 Wiener Linien) als Techniker, nachdem er zuvor schon Einsätze als Rundfunksprecher beim ORF inklusive Sprechausbildung hatte. Als Ende der 1960er Jahre die schaffnerlosen Straßenbahnzüge eingeführt wurden, suchte man nach einem Sprecher für die Tonbandansagen. Die Wiener Stadtwerke – Verkehrsbetriebe starteten ein Auswahlverfahren, an dem auch Sprecher aus Rundfunk und Fernsehen teilnahmen, jedoch waren die Ergebnisse nicht zufriedenstellend. Für die Verkehrsbetriebe war wichtig, dass die Ansagen durchaus wienerisch, jedoch nicht im breiten Dialekt klingen sollten. Auch die monotone Sprachmelodie ist durchaus gewollt, damit sie nicht aufdringlich wirkt, da die meisten Fahrgäste die Tonbandstimme nicht benötigen, da sie die Strecke immer wieder fahren.
Da Franz Kaida bei den Verkehrsbetrieben auch für die Öffentlichkeitsarbeit zuständig war, organisierte er 1968 eine Ausstellung im Technischen Museum Wien, bei der er auch den Sprachführer erstellte. Daraufhin wurde er zur „Stimme der Wiener Verkehrsbetriebe“. Er selbst sagte 2012 in einem Interview mit der Tageszeitung Der Standard: „Das Unternehmen hat eine Lösung gesucht und diese Lösung war letztendlich ich.“
Da die Ansagen anfangs auf Tonbändern liefen, musste bei jeder Änderung die ganze Linie neu gesprochen werden, heute wird dies digital zusammengefügt.
Vor seiner Pensionierung im Jahr 2004 war er zuletzt Abteilungsleiter des Sicherheitstechnischen Dienstes der Wiener Linien. Danach ging er für neue Ansagen einmal pro Monat ins Tonstudio.
Im Sommer 2012 beschlossen die Wiener Linien, dem Unternehmen ein neues, moderneres Klangbild zu verleihen. Eine Gruppe ausgewählter Kunden entschied sich auf Grund der besseren Verständlichkeit für eine weibliche Stimme. Nach einem internen Wettbewerb konnte man online zwischen zwei Frauenstimmen wählen. Seit 9. Dezember 2012 ersetzt die Stimme der Schauspielerin Angela Schneider die Franz Kaidas in der Wiener U-Bahn, seit Anfang Juni 2013 verschwand seine Stimme auch auf allen Straßenbahnlinien nach 44 Jahren.
Seine Omnipräsenz im Wiener Alltag brachte Kaida auch viele Werbeengagements, beispielsweise für eine Schwarzseherkampagne, bis hin zu Reiseveranstaltern im Rundfunk und auch die Besprechung von Anrufbeantwortern von Volkshochschulen. Außerdem erhält er auch viele private Anfragen.
Nach seinem Ende als „Stimme der Wiener Linien“ ist er weiterhin als Präsident des „Verbands Österreichischer Sicherheits-Experten“ und auch als Leiter einer Arbeitsgruppe für österreichische Arbeitsschutzstrategie tätig.
Am 26. Mai 2013 wurde Franz Kaida mit dem Goldenen Rathausmann der Stadt Wien ausgezeichnet.